# (38455) 1999 TK3
1999 تي كي 3 (ويعرف أيضًا باسم (38455) 1999 تي كي 3 وفق تسمية الكوكب الصغير) (بالإنجليزية: 1999 TK3)‏ هو كويكب ضمن حزام الكويكبات؛ وترتيبه 38455 من حيث الاكتشاف.
اكتُشف هذا الجُرم الفلكي بواسطة Paul G. Comba ‏ في 4 أكتوبر 1999.

## وصلات خارجية
- (38455) 1999 TK3 في قاعدة بيانات مختبر الدفع النفاث لأجرام النظام الشمسي الصغيرة

- الاكتشاف · مخطط المدار ·  العناصر المدارية · المعلمات المادية

- (38455) 1999 TK3 على موقع ويكي سكاي: DSS2, SDSS, GALEX, IRAS, Hydrogen α, X-Ray, Astrophoto, Sky Map, Articles and images